# Пекельница
Пекельница — река в Онежском районе Архангельской области России. Правый приток реки Мудьюга (бассейн Онеги).
Река берёт начало из болота, к востоку от озера Шомбозеро. Крупнейший приток — Ткачевский. Небольшой протокой соединяется с озером Лазозеро. В верхнем течении река течёт с севера на юг, в среднем течении, сначала поворачивает на юго-восток, восток. Впадает в реку Мудьюга. Длина реки — 20 км, площадь бассейна — ок. 100 км². В верхнем течении реку пересекает мост линии Северной железной дороги «Обозерская — Малошуйка». В нижнем течении реку пересекает высоководный мост автодороги «Верховье — Мудьюга — Кодино», который был разрушен большегрузами в 2013 году.

## Данные водного реестра
По данным государственного водного реестра России относится к Двинско-Печорскому бассейновому округу, водохозяйственный участок реки — река Онега. Речной бассейн реки — Онега.
Код объекта в государственном водном реестре — 03010000112103000003810.

## Топографическая карта
- Лист карты P-37-3,4 Малошуйка. Масштаб: 1 : 100 000.